# Kai Fischer (Musiker)
 Kai Fischer (* 22. August 1980 in Flensburg), zum Teil auch als Jonathan Löwenherz wirkend, ist ein deutscher Gitarrist, Komponist und Kostümbildner.

## Karriere
Mit seinem Kindheitsfreund Florian Sump bildete er 1991 die Keimzelle einer Schülerband, aus der sich die Indie-Pop-Band Echt entwickelte, welcher Fischer bis zu ihrer Trennung im Jahr 2002 als Gitarrist, Arrangeur und Komponist (letzteres unter dem Pseudonym Jonathan Löwenherz) angehörte.
Während der Echt-Zeit komponierte er gemeinsam mit Christoph M. Kaiser auch den gleichsam als Musikalbum veröffentlichten Soundtrack für den Kinospielfilm Crazy (2000).
Nach seinem Zivildienst in Hamburg produzierte Fischer weiterhin Filmmusik, zum Beispiel gemeinsam mit Peter Spiegel für den preisgekrönten Dokumentarfilm  b24 - 24 Stunden Berlin (2003) oder die Jugendbuchverfilmung  Verliebt, na und wie! (2006). Der von Kim Frank gesungene Titelsong von Leander Haußmanns Kabale und Liebe-Verfilmung (2005) stammt ebenfalls von ihm.
Außerdem fungierte Fischer bis 2007 als Gitarrist der Krautrockband Station 17 und beteiligte sich an weiteren musikalischen Projekten wie der Fake-Punkband D.O.C.H.! oder dem Deutschrap-Album Jim Pansen und die verbotene Frucht (2008).
Nach einer Ausbildung zum Schneider ist der Musiker inzwischen vornehmlich im Fach Kostümbild an Film- und Fernsehproduktionen beteiligt.
Darüber hinaus wirkte er 2023 in zentraler Rolle an der Filmreihe ECHT – Unsere Jugend (2023), einem gemeinsamen Projekt der Mitglieder der ehemaligen Musikgruppe Echt, mit.

## Diskografie (Auswahl)

### Echt
siehe Diskografie Echt

### Station 17
- Mikroprofessor (Album – 2006)
- Werkschau (Albumtrack – 2019)

### D.O.C.H.! (mitFettes Brot)
- Was in der Zeitung steht (Maxi – 2006)

## Filmografie (Auswahl)

### Filmmusik

#### Interpret
- 1998: Tobi und die Stadtparkkids, Fernsehserie, Titelsong (mit Echt)
- 2000: Crazy, Spielfilm, Titelsong (mit Echt, auch Arrangement)

#### Komponist
- 2000: Crazy, Spielfilm (mit Christoph M. Kaiser)
- 2003: b24 - 24 Stunden Berlin, Dokumentarfilm (mit Peter Spiegel)
- 2005: Kabale und Liebe, Spielfilm
- 2006:  Verliebt, na und wie!, Spielfilm (mit Benjamin Türpe)

### Darsteller
- 2023: Echt – unsere Jugend, Dokumentarfilm-Trilogie (als er selbst)

## Persönliches
Fischer ist Vater einer Tochter.